# Слодова (остров)
Слодова (пол. Wyspa Słodowa [ˈswɔdɔva]) — маленький остров на Одре в районе Старе-Място Вроцлава.
С 1 августа 2018 года, по решению городского совета, это место, освобождённое от запрета на употребление алкоголя в общественных местах. Всего во Вроцлаве пять таких мест, а в центре всего одно.

## Фестивали

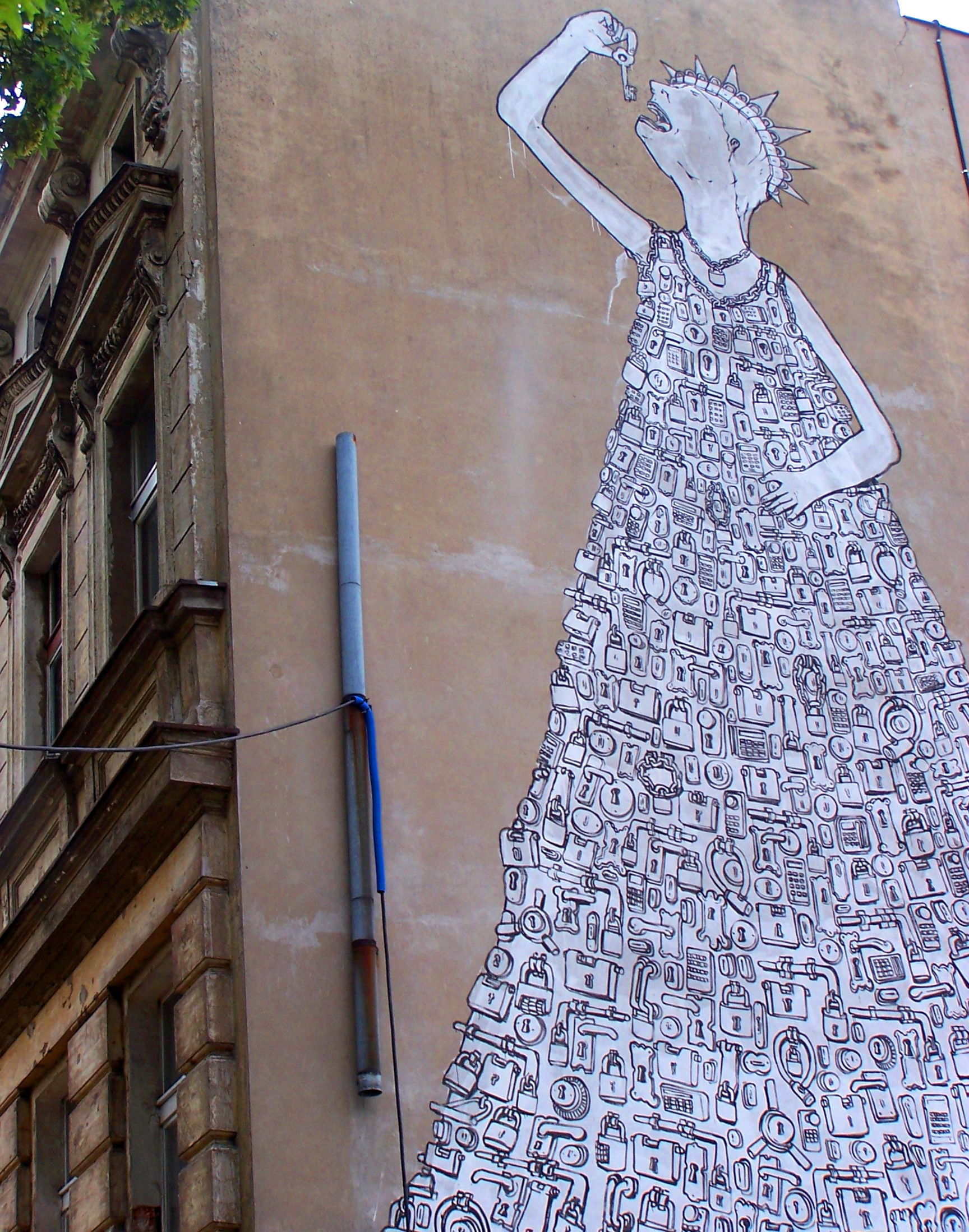
Картина художника Blu

На острове Слодова и соседнем острове Пясек проводится множество культурных мероприятий и концертов, особенно летом. В 2008 году на острове проходила международная выставка уличного искусства «External Artists / Out of Sth», во время которой итальянский художник Blu создал фреску под названием «Статуя порабощения».

## История

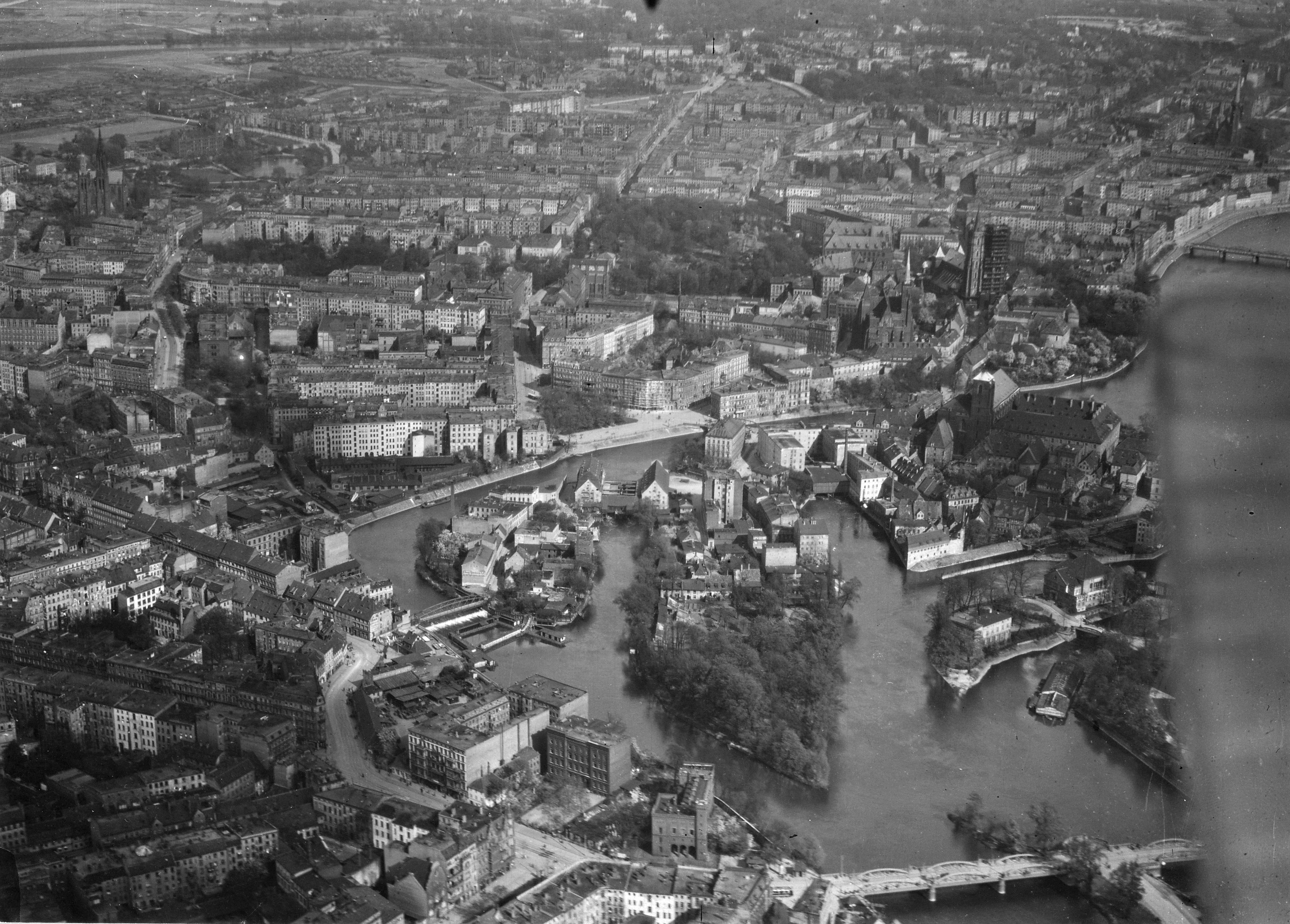
Остров Слодова, 1920 год

До 1945 года остров назывался Беларска-Пшедня (пол. Bielarska Przednia). Он принадлежал Ордену святой Клары со Средних веков до 1807—1810 годов, после чего перешёл в собственность города.
В XVIII веке острова Млыньский и Беларский были соединены с Слодова железными мостами. Первые жилые дома, канализация, телефоны и электричество начали появляться на острове лишь во второй половине XIX века.
Часть острова оставалась не застроенной аж до 1930-х годов. Она использовалась в качестве спортивно-оздоровительного молодёжного общежития.
В 1945 году армией Третьего рейха на острове была установлена полевая артиллерия, что сделало остров целью частых бомбардировок во время Великой Отечественной войны. В период трёхмесячной Осады Бреслау советской армией, почти все сооружения на острове были уничтожены. Среди сохранившихся зданий оказалась мельница Святой Клары XIII века.
Мельница была взорвана в 1975 году по указу мэра Вроцлава, Мариана Чулиньского. Решение было встречено широкой критикой и протестами защитников культуры, в том числе Ежи Вальдорфа, архитекторов, градостроителей и реставраторов памятников, тем более, что год их сноса был ранее объявлен в Польской Народной Республики «Годом охраны памятников».